# Нови Тјеков
Нови Тјеков (слч. Nový Tekov) насељено је мјесто са административним статусом сеоске општине (слч. obec) у округу Љевице, у Њитранском крају, Словачка Република.

## Становништво
| Година:    | 1994. | 2004.    | 2014.   | 2024.   |
| ---------- | ----- | -------- | ------- | ------- |
| Број људи: | 918   | 822      | 854     | 935     |
| Разлика:   |       | -10,45 % | +3,89 % | +9,48 % |

| Година:    | 2023. | 2024.   |
| ---------- | ----- | ------- |
| Број људи: | 937   | 935     |
| Разлика:   |       | -0,21 % |

Према подацима о броју становника из 2011. године насеље је имало 824 становника.